# Epalpodes chillanensis
Epalpodes chillanensis är en tvåvingeart som beskrevs av Cortes 1951. Epalpodes chillanensis ingår i släktet Epalpodes och familjen parasitflugor. Inga underarter finns listade i Catalogue of Life.